# 薗田憲一
薗田 憲一（そのだ けんいち、本名：市川船昇、1929年11月22日 - 2006年7月12日）は、日本のトロンボーン奏者。島根県生まれ、高知県須崎市吾桑出身。
兄は薗田祐司（本名：市川鯉之介）で、薗田憲一とデキシーキングスで結成当初の1960年から2003年の引退までの約43年間、チューバを担当していた。
長女・市川文香改めFUMIKAは新生薗田憲一とデキシーキングスでボーカルを担当、長男・市川勉慶改め薗田勉慶は同バンドでトロンボーンを担当している。

## 経歴・人物
- 1960年 薗田憲一とデキシーキングスを結成する。
- 1970年 薗田憲一音楽事務所を設立する。
- 1977年 米国ニューオーリンズ市名誉市民となる。
- 2006年7月12日に食道癌のため死去[1]。

## テレビ音楽
- 魔法使いサリー（テレビ朝日・東映動画）

## 著書
- 「わが心のデキシーランドジャズ」、三一書房